# Bourdeau
Bourdeau – miejscowość i gmina we Francji, w regionie Owernia-Rodan-Alpy, w departamencie Sabaudia.
Według danych na rok 1990 gminę zamieszkiwały 434 osoby, a gęstość zaludnienia wynosiła 90 osób/km² (wśród 2880 gmin regionu Rodan-Alpy Bourdeau plasuje się na 1203. miejscu pod względem liczby ludności, natomiast pod względem powierzchni na miejscu 1528.).

## Bibliografia

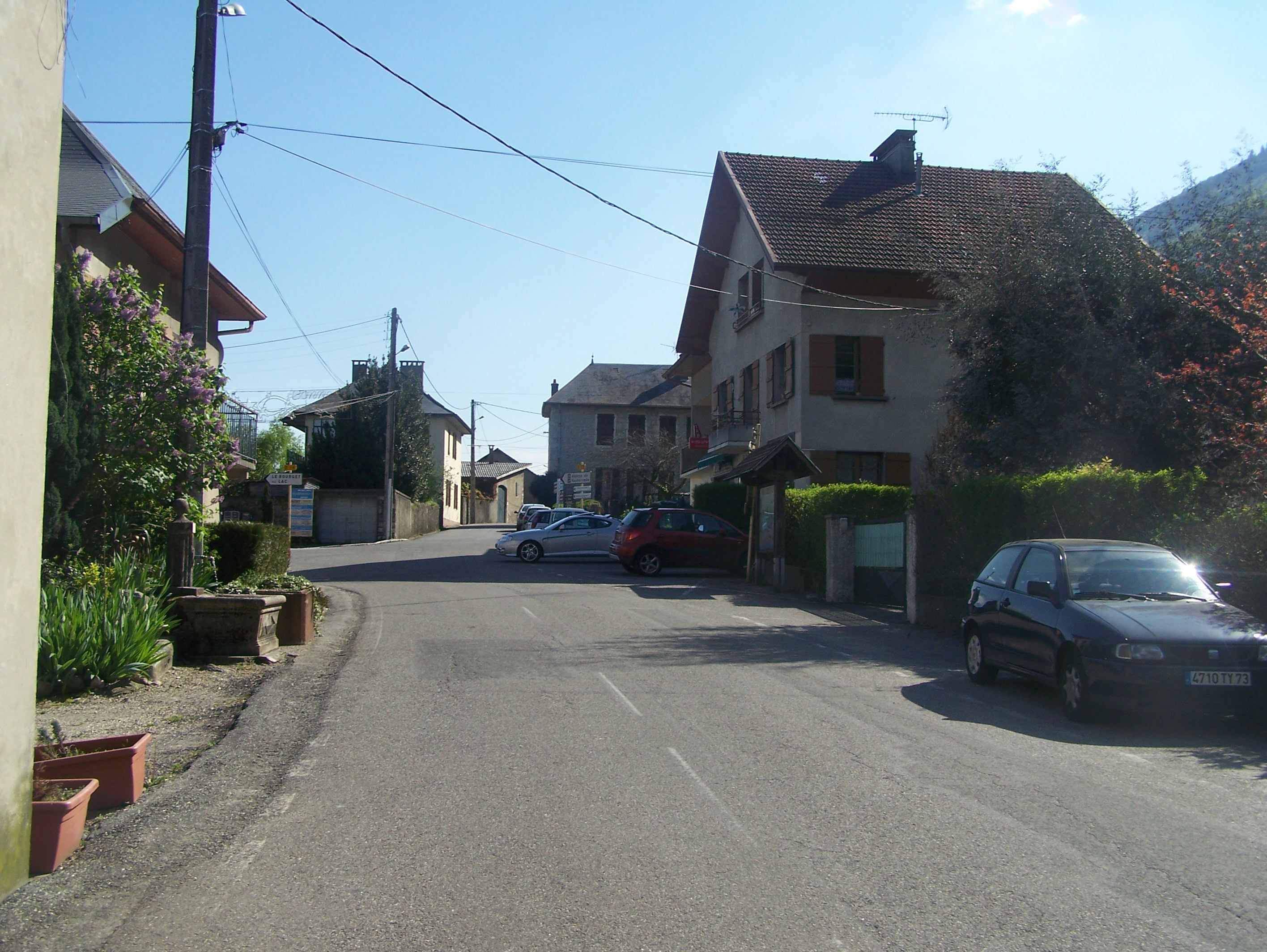
Bourdeau, 2007.